# 江原道 (朝鮮民主主義人民共和国)
江原道（カンウォンどう、朝: 강원도）は、朝鮮民主主義人民共和国の南東部にある行政区画。日本海に面し、景勝地である金剛山がある。

## 地理・歴史
江原道の名は朝鮮八道の江原道から引き継いだものである。名前のもととなった江陵と原州は、いずれも軍事境界線を挟んだ大韓民国側の江原特別自治道にある。
北は咸鏡南道、西は平安南道と黄海北道、南は軍事境界線を挟んで大韓民国京畿道と江原特別自治道にそれぞれ接している。
第二次世界大戦後、日本統治時代の江原道の範囲に北緯38度線が走っていたことで、江原道は南北に分断される。江原道の面積の大部分、春川・江陵・原州といった主要都市は韓国側の地域となったため、1946年に北朝鮮は咸鏡南道元山市・文川郡・安辺郡と京畿道漣川郡・抱川郡（永平郡に改称）・加平郡を江原道に編入し、元山市を道都とした（鉄原郡から道庁を移転）。このときに加平郡は華川郡に編入され、永平郡は漣川郡と鉄原郡に分割編入され消滅した。
朝鮮戦争末期の戦線により、江原道一帯は軍事境界線が38度線より北に押し上げられている。
景勝地として知られた金剛山や関東八景の一部がある。

## 行政

### 市部
- 元山市 - 원산시【元山市】Wŏnsan-si （ウォンサン=シ、江原道道都）
- 文川市 - 문천시【文川市】Munchŏn-si （ムンチョン=シ）

### 郡部
- 川内郡 - 천내군【川內郡】Chŏnnae-gun （チョンネ=グン）
- 安辺郡 - 안변군【安邊郡】Anbyŏn-gun （アンビョン=グン）
- 高山郡 - 고산군【高山郡】Kosan-gun （コサン=グン）
- 通川郡 - 통천군【通川郡】Thongchŏn-gun （トンチョン=グン）
- 高城郡 - 고성군【高城郡】Kosŏng-gun （コソン=グン）
- 金剛郡 - 금강군【金剛郡】Kŭmkang-gun （クムガン=グン）
- 昌道郡 - 창도군【昌道郡】Changto-gun （チャンド=グン）
- 金化郡 - 김화군【金化郡】Kimhwa-gun （キムァ=グン）
- 淮陽郡 - 회양군【淮陽郡】Hoeyang-gun （フェヤン=グン）
- 洗浦郡 - 세포군【洗浦郡】Sepho-gun （セポ=グン）
- 平康郡 - 평강군【平康郡】Phyŏnggang-gun （ピョンガン=グン）
- 鉄原郡 - 철원군【鐵原郡】Chŏlwŏn-gun （チョルォン=グン）
- 伊川郡 - 이천군【伊川郡】Ichŏn-gun （イチョン=グン）
- 板橋郡 - 판교군【板橋郡】Phankyo-gun （パンギョ=グン）
- 法洞郡 - 법동군【法洞郡】Pŏptong-gun （ポプトン=グン）